# Dobrîvoda, Radîvîliv
Dobrîvoda (în ucraineană Добривода) este localitatea de reședință a comunei Dobrîvoda din raionul Radîvîliv, regiunea Rivne, Ucraina.

## Demografie
Componența lingvistică a localității Dobrîvoda
     Ucraineană (98,65%)
     Rusă (1,35%)
Conform recensământului din 2001, majoritatea populației localității Dobrîvoda era vorbitoare de ucraineană (98,65%), existând în minoritate și vorbitori de rusă (1,35%).